# 黄昆物理奖
黄昆物理奖，全名黄昆固体物理和半导体物理科学研究奖，是中国物理学会评选的一项物理学奖项，授予在固体物理及半导体物理领域做出重大成果的中华人民共和国物理学家。该奖以中国物理学家黄昆的名字命名。